# Limeum diffusum
Limeum diffusum är en tvåhjärtbladig växtart som först beskrevs av Claude Gay, och fick sitt nu gällande namn av Schinz. Limeum diffusum ingår i släktet Limeum och familjen Limeaceae. Inga underarter finns listade i Catalogue of Life.